# زد تي إي بلاد
زد تي إي بلاد (بالإنجليزية: ZTE Blade)‏ هو هاتف ذكي من زد.تي.إي يعمل بنظام أندرويد، تم طرحه في الأسواق في 21 سبتمبر 2010.

## الخصائص
- نظام التشغيل: أندرويد
- الكاميرا الخلفية: 5.0 ميجابكسل
- الوزن: 130 غ (4.6 أونصة)
- المعالج: 600 ميجا هرتز
- الذاكرة: 256 ميجابايت رام
- التخزين: 512 ميجابايت ذاكرة وميضية